# Izomorfizam
Izomorfizam u matematici predstavlja bijektivno i invertibilno preslikavanje dvije matematičke strukture iz jedne u drugu.

## Osobine
Preslikavanje f iz jedne strukture u drugu se naziva izomorfizmom kada je:
- f bijektivno
- f homomorfizam
- Inverzna funkcija f-1 homomorfizam

Ako postoji izomorfizam između dvije strukture, tada se za njih kaže da su izomorfne. Ovo se, na primjer, za strukture X i Y označuje sa {\displaystyle X\cong Y}.

## Praktičan primjer
Slijede primjeri izomorfizama iz obične algebre.
- Promatrajmo logaritamsku funkciju: Za svaku fiksnu bazu b, logaritam logb preslikava pozitivne realne brojeve {\displaystyle \mathbb {R} ^{+}} u realne brojeve {\displaystyle \mathbb {R} }; formalno: 

{\displaystyle \log _{b}:\mathbb {R} ^{+}\to \mathbb {R} \!}
Ovo preslikavanje je jedan-jedan i na, tj. ono je bijekcija iz domene u kodomenu logaritamske funkcije.
Osim što je izomorfizam skupova, logaritamska funkcija također čuva određene operacije. Na primjer, promatrajmo grupu {\displaystyle (\mathbb {R} ^{+},\times )} pozitivnih realnih brojeva u odnosu na obično množenje. Za logaritamsku funkciju vrijedi sljedeći identitet:
{\displaystyle \log _{b}(x\times y)=\log _{b}(x)+\log _{b}(y)\!}
Ali realni brojevi u odnosu na zbrajanje su također grupa. Tako da je logaritamska funkcija u stvari izomorfizam grupe iz grupe {\displaystyle (\mathbb {R} ^{+},\times )} u grupu {\displaystyle (\mathbb {R} ,+)}.

Logaritmi se stoga mogu koristiti za pojednostavljenja množenja realnih brojeva. Pomoću logaritama, množenje pozitivnih realnih brojeva se zamjenjuje zbrajanjem logaritama.
- Promatrajmo grupu Z/6Z brojeva od 0 do 5 u odnosu na zbrajanje po modulu 6. Također promatrajmo grupu Z/2Z × Z/3Z uređenih parova gdje x koordinate mogu biti 0 ili 1 i y koordinate mogu biti 0, 1, ili 2, pri čemu je zbrajanje x-koordinate je po modulu 2, dok je zbrajanje y-koordinate je po modulu 3.

Ove strukture su izomorfne u odnosu na zbrajanje, ako se identificiraju rabeći sljedeću lemu:

(0,0) -> 0
(1,1) -> 1
(0,2) -> 2
(1,0) -> 3
(0,1) -> 4
(1,2) -> 5
ili poopćeno (a,b) -> ( 3a + 4 b ) mod 6.
Na primjer, (1,1) + (1,0) = (0,1) što se preslikava u drugi sustav kao 1 + 3 = 4.
Čak iako ova dva skupa izgledaju različito, ona su u stvari izomorfna. Općenito, Kartezijev produkt dvije cikličke grupe Z/nZ i Z/mZ je ciklički ako i samo ako su n i m relativno prosti.